# جودريفي
50°14′18″N 5°23′37″W / 50.23828°N 5.39373°W

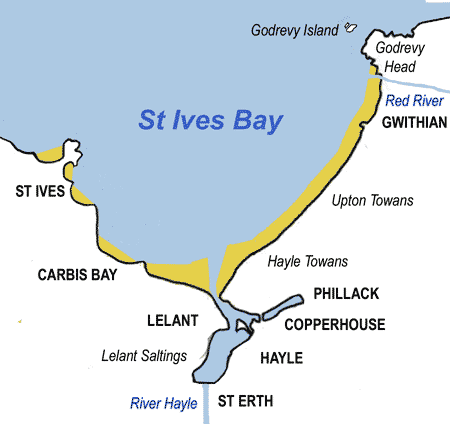
خليج سانت آيفز يظهر فيه رأس جودريفي وجزيرة جودريفي (أعلى اليمين)

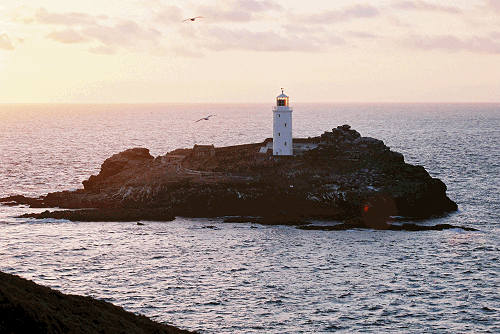
منارة جودريفي عند غروب الشمس، أبريل 2007

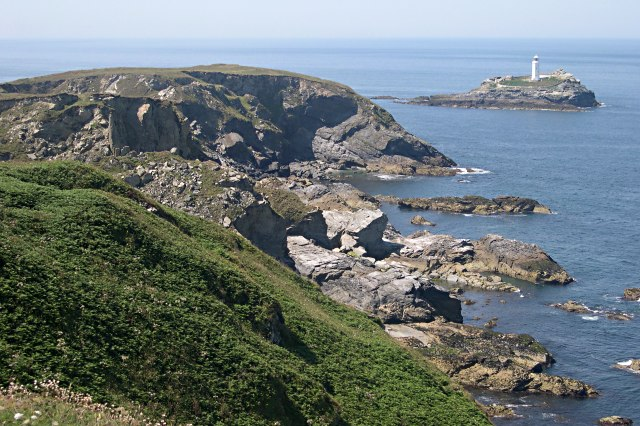
من نافوكس إلى جودريفي

جودريفي ( [Godrevi] خطأ: {{Langx}}: unrecognized language code: kw (مساعدة)، وتعني المزارع الصغيرة ) /ɡəˈdriːvi/ gə-DREE-vee ) هي منطقة تقع على الجانب الشرقي من خليج سانت آيفز، غرب كورنوال، بإنجلترا، المملكة المتحدة، وتواجه المحيط الأطلسي. تحظى المنطقة بشعبية كبيرة بين مجتمع ركوب الأمواج والمشاة على حد سواء. وهي مملوكة جزئيًا لمؤسسة الصندوق الوطني، وتوجد خارج جزيرة جودريفي منارة يتم صيانتها بواسطة شركة ترينيتي هاوس والتي يُقال إنها كانت مصدر إلهام لرواية فرجينيا وولف " إلى المنارة" . تقع جودريفي ضمن منطقة كورنوال ذات الجمال الطبيعي المتميز ويمتد مسار الساحل الجنوبي الغربي حول الرأس بأكمله. يوجد العديد من مواقف السيارات العامة على الجانب الغربي، وتمتلك مؤسسة الصندوق الوطني مقهى.